# 塔形洋槐
塔形洋槐（学名：Robinia pseudoacacia var. pyramidalis）为豆科刺槐属下的一个变种。

## 扩展阅读
- 維基物種上的相關：塔形洋槐